# Exocentrus pseudovaripennis
Exocentrus pseudovaripennis är en skalbaggsart som beskrevs av Keiichi Kusama och Tahira 1978. Exocentrus pseudovaripennis ingår i släktet Exocentrus och familjen långhorningar.
Artens utbredningsområde är Taiwan. Inga underarter finns listade i Catalogue of Life.